# Залізничний вузол

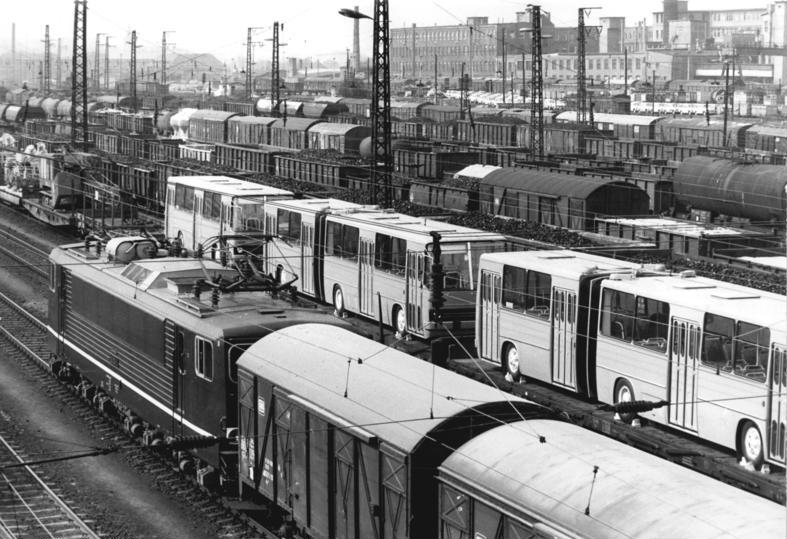
Вид на вузлову станцію Дрезден, електровоз BR 155 і автобуси «Ікарус» на платформах, 1981

Залізничний вузол — пункт перетину або примикання декількох залізничних ліній (мінімум трьох), низка пов'язаних сполучними ходами станцій, що працюють за єдиною технологією (у взаємодії). Межею вузла слугують вхідні сигнали передвузлових роздільних пунктів. Залізничний вузол у великих населених пунктах є частиною транспортного вузла, що є комплексом транспортних пристроїв у районі стику різних видів транспорту, що спільно виконують операції з обслуговування транзитних, місцевих і міських перевезень.
У транспортний вузол крім залізниць можуть входити морський, річковий порти, автомобільні дороги, мережа промислового транспорту, аеропорти, мережі трубопровідного транспорту та міський транспорт. У транспортному вузлі відбувається масова пересадка пасажирів і передача вантажів з одного виду транспорту на інший.
У загальнотранспортних вузлах частка ввезених і вивезених вантажів залізницею є домінуючою. Структура вагоно- і пасажиропотоку в транспортному вузлі залежить від соціально-економічних умов району.